# Маттео II Висконти
Маттео II Висконти (итал. Matteo II Visconti; около 1319 — 29 сентября 1355) — представитель дома Висконти, соправитель Милана с 1354 по 1355 годы. Старший сын Стефано Висконти и Валентины Дориа.

## Биография
В июле 1340 года, вместе с братьями Галеаццо и Бернабо, участвовал в заговоре против своих дядей Лукино и Джованни, правивших Миланом. Заговор провалился, и Лукино изгнал братьев-заговорщиков из Милана. В 1342 году Маттео женился на Джильоле Гонзага, дочери Филиппино, правителя Реджо-нель-Эмилии. После смерти в 1349 году Лукино, архиепископ Джованни Висконти, став единоличным правителем Милана, разрешил своим племянникам вернуться и сделал их своими наследниками.
После смерти Джованни в 1354 году его владения были разделены между тремя братьями Висконти, Маттео получил Пьяченцу, Лоди, Парму, Болонью, Понтремоли, Монцу и Сан-Доннино. В январе 1355 года, по случаю коронации императора Карла IV итальянской короной в Милане, был назначен вместе с братьями имперским викарием. Вероятно, мало интересовался государственными делами, и когда в апреле 1355 года жители Болоньи провозгласили свою независимость, так и не воспрепятствовал им, ограничившись отправкой туда брата Бернабо. 
Внезапно скончался 29 сентября 1355 года, возможно, от отравления. Мать братьев Висконти, Валентина Дориа, в своём завещании обвиняла Галеаццо и Бернабо в убийстве Маттео. После смерти старшего брата, двое других разделили его владения и продолжили править вдвоем.
Новарский хронист Пьетро Азарио, один из историографов рода Висконти, даёт Маттео нелицеприятную характеристику:
«Он вёл неправедную жизнь, затащив в свою постель немало красивых девиц, в том числе из знатных семей Милана. Пренебрегая собственной репутацией, он самолично сделался воплощением порока сладострастия. Помимо нарушения обета безбрачия, он отличался от двоих своих братьев и таким достоинством, как красноречие, несвойственным ломбардской знати. Так, невзирая на собственную тучность, проводя время с одними лишь женщинами, он в 1357 [1355] году внезапно скончался».